# 西成瀬
西成瀬（にしなるせ）は、東京都町田市の町名。現行行政地名は西成瀬一丁目から三丁目（住居表示区域）。郵便番号は194-0046。

## 地理
町田市南部に位置する。北は東玉川学園、西は高ヶ坂・南大谷、南と東は成瀬、北東は成瀬台と接している。

### 河川

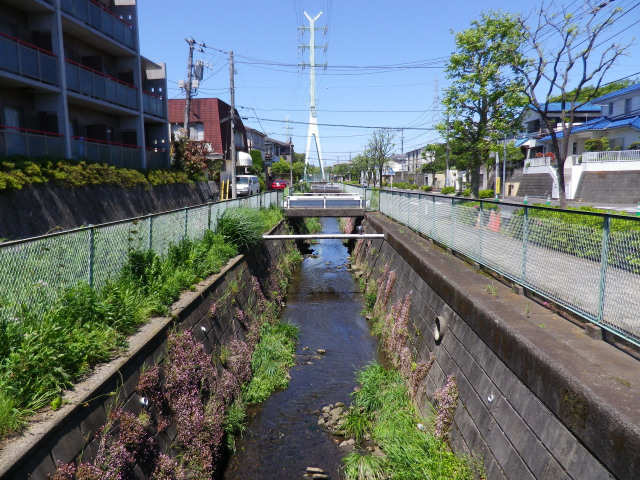
三又川

- 恩田川
  - 三又川

## 歴史
成瀬の地番区域において住居表示実施に伴い、西側の地域が成瀬から分立。

### 沿革
- 2014年（平成26年）7月21日 - 成瀬、高ヶ坂、南大谷の一部で住居表示を実施し、西成瀬一～三丁目を新設。

## 世帯数と人口
2018年（平成30年）1月1日現在の世帯数と人口は以下の通りである。
| 丁目         | 世帯数    | 人口    |
| ------------ | --------- | ------- |
| 西成瀬一丁目 | 1,056世帯 | 2,533人 |
| 西成瀬二丁目 | 827世帯   | 1,928人 |
| 西成瀬三丁目 | 280世帯   | 740人   |
| 計           | 2,163世帯 | 5,201人 |

## 小・中学校の学区
市立小・中学校に通う場合、学区は以下の通りとなる。
| 丁目         | 番・番地等 | 小学校                 | 中学校                 |
| ------------ | --- | ---------------------- | ---------------------- |
| 西成瀬一丁目 | 39番13号・15号・19号 39番25号・32号・47号 39番56号、40番 41番20～27号、42番 43番1～14号、45～57番                 | 町田市立高ヶ坂小学校   | 町田市立町田第二中学校 |
| 西成瀬一丁目 | 1～38番、39番3～8号 41番1～2号・4～8号 41番10～19号 43番15～20号、44番                                            | 町田市立南大谷小学校   | 町田市立南大谷中学校   |
| 西成瀬二丁目 | 7番、17～21番 22番1～2号、10～12号 22番29～31号 45番10～15号                                                      | 町田市立南大谷小学校   | 町田市立南大谷中学校   |
| 西成瀬二丁目 | 1～6番、8～16番 22番21～22号・24号 23～44番 45番4号・6号・16～19号 45番21～24号・26～27号 45番34号・38号 46～49番 | 町田市立成瀬中央小学校 | 町田市立成瀬台中学校   |
| 西成瀬三丁目 | 5番13～27号、29～30号 6番                                                                                         | 町田市立成瀬中央小学校 | 町田市立成瀬台中学校   |
| 西成瀬三丁目 | 10～21番 | 町田市立成瀬台小学校   | 町田市立成瀬台中学校   |
| 西成瀬三丁目 | 1～4番、5番1～3号・5号 5番7～9号・31～35号 7～9番                                                                 | 町田市立南大谷小学校   | 町田市立南大谷中学校   |

## 交通

### 鉄道
JR横浜線成瀬駅が最寄駅である。

### 路線バス
神奈川中央交通により、以下の路線が運行されている。
- 「成瀬コミュニティセンター前（旧・成瀬高校前）」バス停留所などから町田バスセンター行き、成瀬駅行き、長津田駅北口行きなどがある。
- 「観性寺前」バス停留所などから町田バスセンター行き、成瀬駅行き、つくし野駅行き、こどもの国駅行きなどがある。

### 道路・橋梁
- 東京都道140号川崎町田線（成瀬街道）
  - 高瀬橋（恩田川）
- けやき通り

## 施設

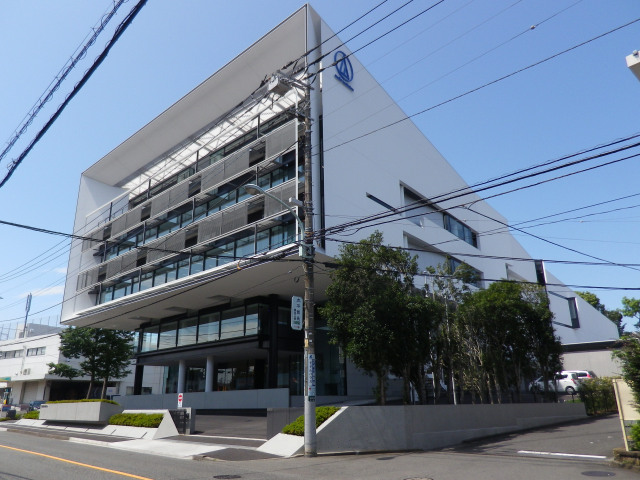
オーディオテクニカ本社

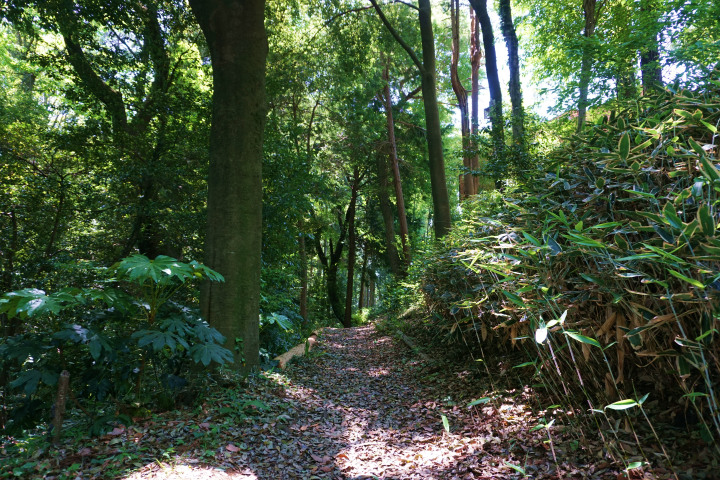
かしの木山自然公園

文化
- 町田市成瀬コミュニティセンター

工業
- オーディオテクニカ本社

公園・スポーツ施設
- かしの木山自然公園
- うさぎ谷戸公園
- 成瀬鞍掛グラウンド

寺院・神社
- 観性寺
- 日枝神社